# Recopa Africana 2000
La Recopa Africana 2000 es la 26.ª edición de este torneo de fútbol a nivel de clubes de África organizado por la CAF y que contó con la participación de 38 equipos campeones de copa de sus respectivos países.
El Zamalek SC de Egipto venció en la final al Canon Yaoundé de Camerún para ganar el título por primera vez.

## Ronda Preliminar
Los partidos de ida se jugaron los días 29 y 30 de enero, y los de vuelta entre los días 12 y 14 de febrero.
| Equipo 1              | Agr.         | Equipo 2          | Ida | Vuelta |
| --------------------- | ------------ | ----------------- | --- | ------ |
| AS CotonTchad         | 2-2          | JS du Ténéré      | 2-1 | 0-1    |
| Wallidan              | 0-3          | Mogas 90 FC       | 0-1 | 0-2    |
| Réal Olympique        | 1-1          | Rayon Sport       | 1-1 | w.o.1  |
| FC Djivan             | 0-0 (2:0 p.) | Red Star          | 0-0 | 0-0    |
| Mogoditshane Fighters | 1-0          | Linare FC         | 1-0 | 0-0    |
| Chief Santos          | 3-7          | Sagrada Esperança | 1-3 | 2-4    |

1- Luego de quedar 1-1 en el partido de ida, la Fédération Centrafricaine de Football hizo que el Réal Olympique fallara en presentarse al partido de vuelta, por lo que quedaron eliminados.

## Primera Ronda
Los partidos de ida se jugaron entre los días 17 y 19 de marzo, y los de vuelta se jugaron entre los días 31 de marzo y 2 de abril excepto en la serie entre ASEC Ndiambour y ASEC Mimosas, cuyos partidos se jugaron los días 2 y 16 de abril.
| Equipo 1              | Agr.         | Equipo 2            | Ida | Vuelta |
| --------------------- | ------------ | ------------------- | --- | ------ |
| JS du Ténéré          | 1-21         | U.S.M. Alger        | 1-1 | 0-1    |
| AS Dragons            | 3-5          | Stade Malien        | 3-2 | 0-3    |
| Young Africans        | 1-5          | Zamalek             | 1-1 | 0-4    |
| Coffee FC             | 4-22         | Telecom Wanderers   | 3-0 | 1-2    |
| Mogas 90 FC           | 1-3          | Club Africain       | 0-0 | 1-3    |
| Plateau United        | 3-3 (v.)     | Étoile du Congo     | 3-2 | 0-1    |
| Etoile Filante        | 0-1          | FAR Rabat           | 0-0 | 0-1    |
| Rayon Sport           | 3-2          | US Bitam            | 2-0 | 1-2    |
| Mbale Heroes          | 1-4          | Al-Merreikh         | 1-2 | 0-2    |
| FC Djivan             | 3-5          | SS Saint-Louisienne | 1-1 | 2-4    |
| Coastal Stars         | 0-4          | Canon Yaoundé       | 0-1 | 0-3    |
| Mogoditshane Fighters | 2-4          | Zamsure FC          | 1-2 | 1-2    |
| Al-Ittihad            | 2-2 (3:2 p.) | Great Olympics      | 2-0 | 0-2    |
| Costa do Sol          | 2-3          | SuperSport United   | 1-1 | 1-2    |
| ASC Ndiambour         | 3-3 (v.)     | ASEC                | 2-0 | 1-3    |
| Sagrada Esperança     | 6-1          | Agaza Lomé          | 4-1 | 2-0    |

1- El U.S.M. Alger fue descalificado por alinear a un jugador inelegible para el partido de vuelta.
2- El partido de vuelta fue abandonado al minuto 84 cuando el Telecom Wanderers ganaba 2-1, pero perdieron 2-4 en el global y quedaron fuera.

## Segunda Ronda
Los partidos de ida se jugaron el 6 y 7 de mayo (excepto el partido entre JS du Ténéré y Stade Malien que se jugó el 14 de mayo), y los partidos de vuelta se jugaron el 27 y 28 de mayo.
| Equipo 1      | Agr.         | Equipo 2          | Ida | Vuelta |
| ------------- | ------------ | ----------------- | --- | ------ |
| JS du Ténéré  | 2-1          | Stade Malien      | 1-1 | 1-0    |
| Zamalek       | 3-3 (4:2 p.) | Coffee            | 2-1 | 1-2    |
| Club Africain | 4-4 (v.)     | Étoile du Congo   | 4-2 | 0-2    |
| FAR Rabat     | 2-2 (v.)     | Rayon Sport       | 1-0 | 1-2    |
| Al-Merreikh   | 1-4          | Saint-Louisienne  | 0-2 | 1-2    |
| Canon Yaoundé | 5-1          | Zamsure           | 4-1 | 1-0    |
| Al-Ittihad    | 2-1          | SuperSport United | 2-0 | 0-1    |
| ASC Ndiambour | 1-1 (v.)     | Sagrada Esperança | 0-0 | 1-1    |

## Cuartos de final
Los partidos de ida se jugaron el 5 y 6 de agosto, y los de vuelta los días 19 y 20 de agosto.
| Equipo 1        | Agr.     | Equipo 2         | Ida | Vuelta |
| --------------- | -------- | ---------------- | --- | ------ |
| Zamalek         | 3-2      | ASC Ndiambour    | 3-1 | 0-1    |
| FAR Rabat       | 2-2 (p.) | Saint-Louisienne | 1-1 | 1-1    |
| Étoile du Congo | 2-5      | Canon Yaoundé    | 0-3 | 2-2    |
| Al-Ittihad      | 5-3      | JS du Ténéré     | 5-2 | 0-1    |

## Semifinales
Los partidos de ida se jugaron el 14 y 15 de octubre, y los de vuelta los días 27 y 30 de octubre.
| Equipo 1   | Agr. | Equipo 2         | Ida | Vuelta |
| ---------- | ---- | ---------------- | --- | ------ |
| Zamalek    | 2-0  | Saint-Louisienne | 2-0 | 0-0    |
| Al-Ittihad | 1-2  | Canon Yaoundé    | 1-1 | 0-1    |

## Final
| Equipo 1 | Agr. | Equipo 2      | Ida | Vuelta |
| -------- | ---- | ------------- | --- | ------ |
| Zamalek  | 4-3  | Canon Yaoundé | 4-1 | 0-2    |

## Campeón
| Recopa Africana 2000      |
| ------------------------- |
| Bandera de Egipto         |
| Zamalek S. C. 1.er título |